# НСВТ
Никитина-Соколова-Волкова танковый (сокр. НСВТ, индекс ГРАУ — 6П17) — модифицированный вариант одноимённого пехотного пулемёта для установки на боевых и специальных машинах. Пулемёт предназначен для борьбы с групповыми и одиночными целями, живой силой, противотанковыми и транспортными средствами противника на дальностях до 1500—2000 метров, а также с низколетящими воздушными целями на наклонных дальностях до 1500 метров. Для дистанционного управления стрельбой из пулемёта он оснащается электроспуском. Автоматика пулемёта реализует принцип использования энергии пороховых газов, отводимых через отверстие в стенке ствола. Откат подвижных частей пулемёта при каждом выстреле происходит под давлением пороховых газов на поршень, связанный с затворной рамой. Запирание канала ствола клиновое с помощью горизонтально перемещающегося затвора, соединённого двумя серьгами с затворной рамой. Пулемёт может иметь правое или левое питание. По своему устройству пулемёты с правым и левым питанием одинаковы и отличаются лишь деталями механизма подачи ленты. В отличие от пехотного варианта, который обслуживается двумя пулемётчиками, один из которых выполняет функцию наводчика, а второй — помощника, НСВТ обслуживается наводчиком, а зенитный пулемёт — командиром (заряжающим) боевой машины. Основным видом огня является огонь короткими очередями по 4—6 выстрелов. Ведение огня возможно с ходу на суше и на плаву при преодолении водных преград. Запас патронов (боекомплект) перевозится в машинах. Для содержания пулемёта в постоянной боевой готовности, своевременного выявления и устранения неисправностей необходимо обеспечить в войсках правильное его сбережение и хранение.

## Устройство
Пулемёт состоит из следующих основных частей:
- Ствол
- Ствольная коробка
- Затворная рама с затвором
- Возвратный механизм
- Лоток
- Крышка приёмника
- Спусковой механизм
- Механический прицел

- Мушка
- Прицельная планка

- Рукоятка перезаряжания
- Чека спускового механизма

Зенитная установка состоит из:
- Люлька с противооткатным устройством. На люльке расположены:

- Механизм взвода пулемёта с рукояткой
- Зубчатый сектор
- Коробка прицела
- Рычаг спуска пулемета
- Магазин-лентоулавливатель

- Вилка
- Рукоятки горизонтального и вертикального наведения
- Уравновешивающий механизм
- Магазин для размещения ленты с патронами
- Лентосборник
- Зенитный прицел состоит из:[12]

- Корпус
- Светофильтр
- Оптическая система

Пулемёт оснащён специальными цапфами — направляющими по бокам в передней части ствольной коробки и ушками с отверстиями и направляющими выступами в задней части на затыльнике для крепления пулемёта на станке или на люльке в боевой машине.

## Стрельба в движении
Стрельба с ходу из-за значительных и постоянных колебаний машины ведется, как правило, в пределах дальности прямого выстрела. Прицел при этом выбирается согласно этой дальности и при стрельбе может не изменяться. За точку прицеливания по высоте принимается нижний край цели, а по боковому направлению вводятся поправки в зависимости от скорости и направления движения собственной машины и характера цели (появляющаяся или движущаяся). Направление движения боевой машины относительно цели во время стрельбы может быть фронтальным (машина движется под углом не более 30° к направлению на цель), косым (машина движется под углом 30—60°), фланговым (машина движется под углом 60—120°). Скорость движения машины-носителя определяется по показаниям приборов (спидометра). При стрельбе с ходу постоянно изменяются дальность до цели и угол поворота пулеметов относительно продольной оси машины. Изменение дальности при стрельбе с ходу не учитывается, а на поворот пулемётов относительно продольной оси машины, начиная с угла в 30 и до 150°, берутся боковые поправки. При стрельбе с ходу по движущимся целям необходимо учитывать боковые поправки на движение своей машины и брать упреждения на движение цели. Для выбора прицела, точки прицеливания и боковой поправки необходимо определить дальность до цели и учесть характер цели и внешние условия, которые могут оказать влияние на дальность и направление полета пули. При стрельбе по движущимся целям из боевых машин и с коротких остановок (с ходу), кроме того, учитываются направление и движение цели и машины-носителя.

## Узел крепления

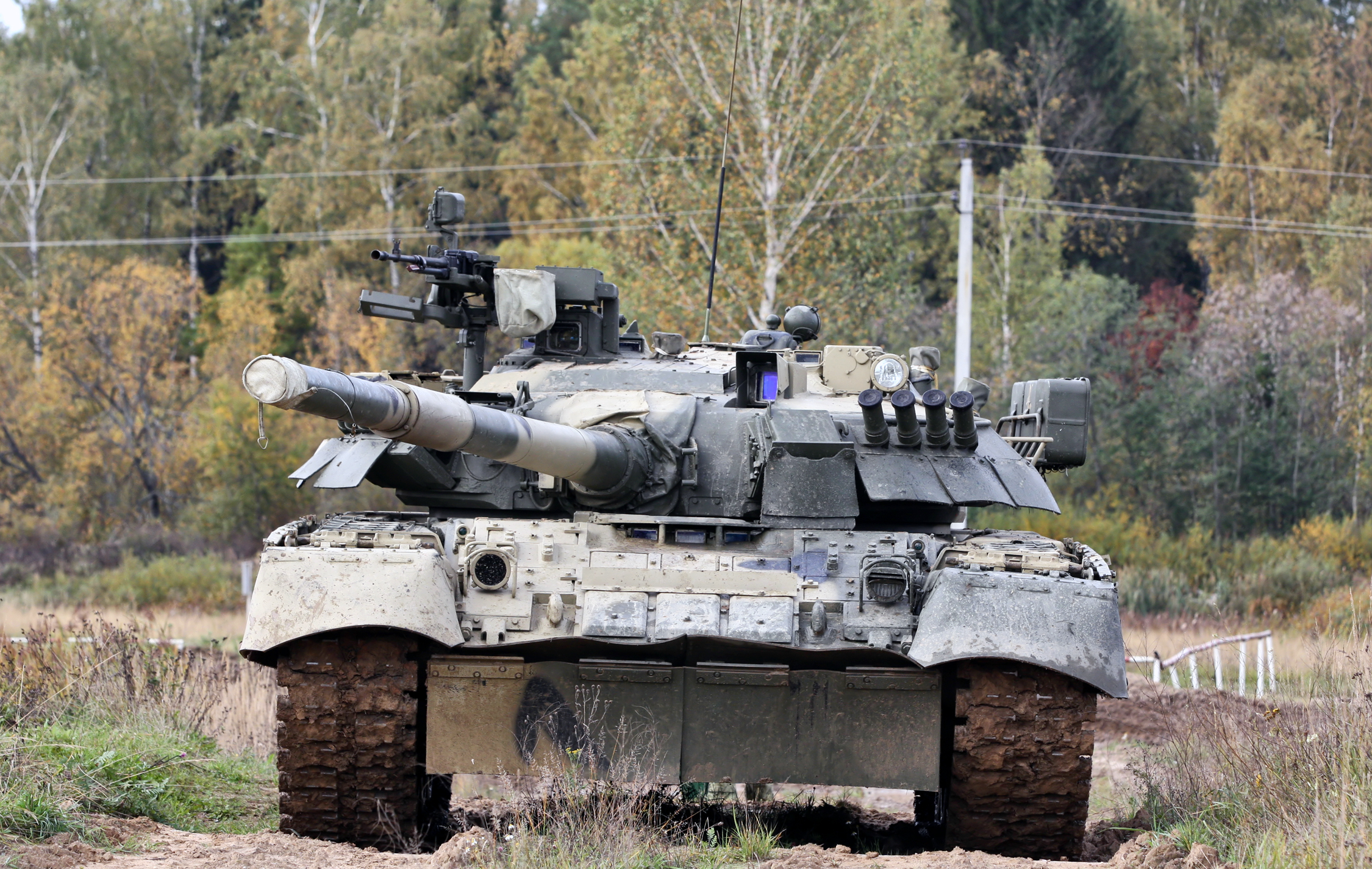
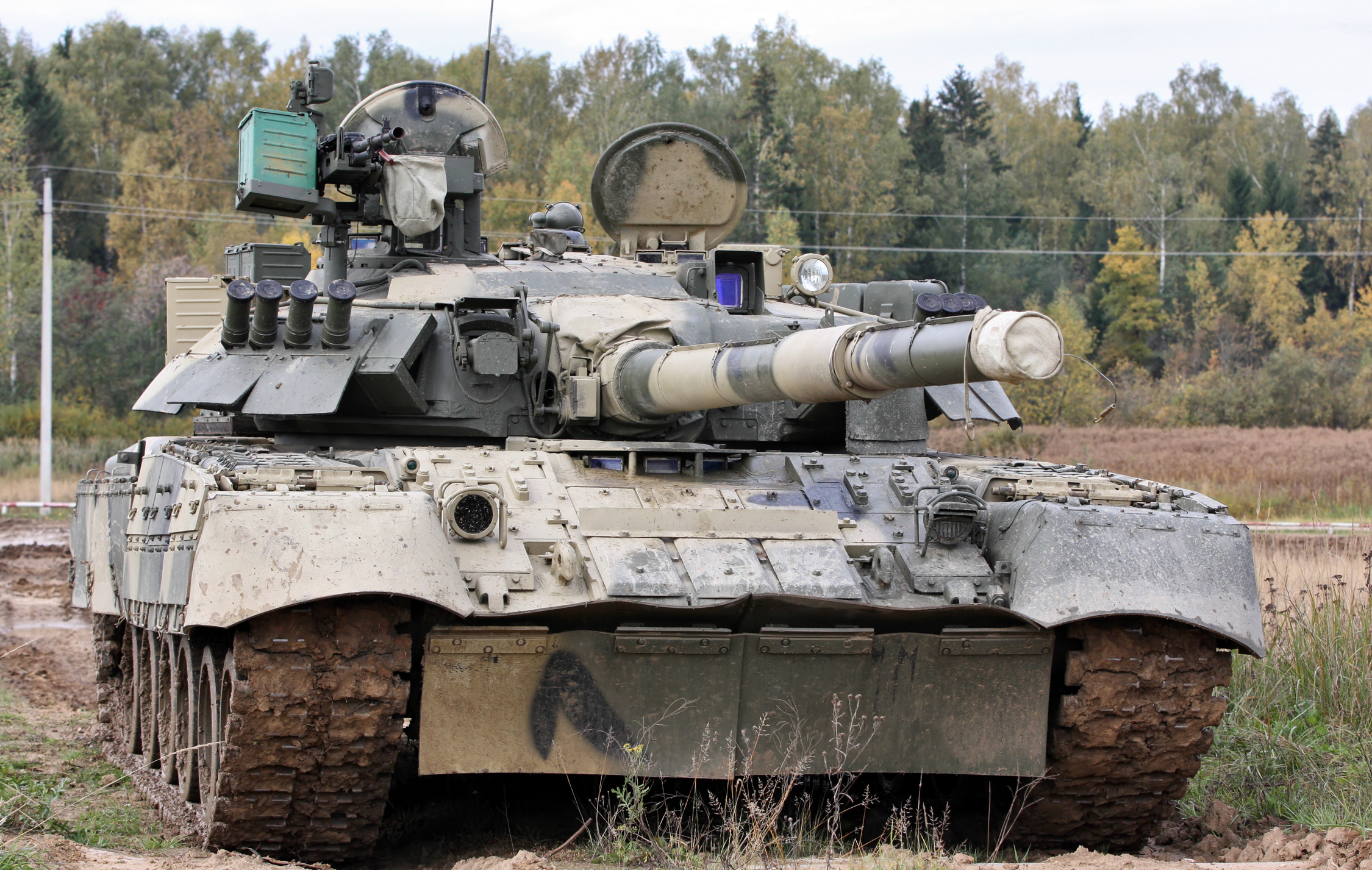
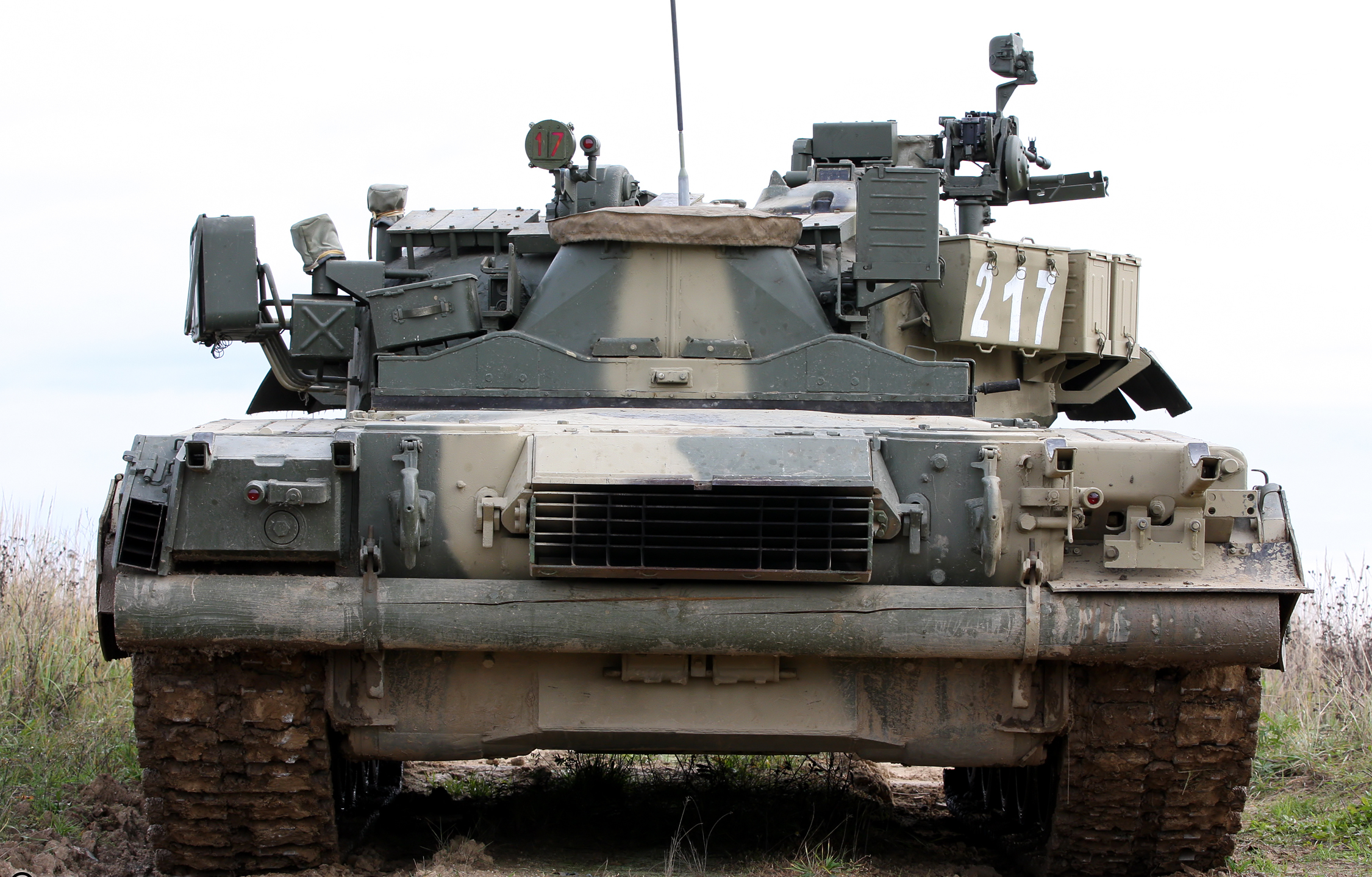

## Тактико-технические характеристики
Ниже приводятся тактико-технические характеристики пулемёта:
Основные сведения
- Прицельные приспособления — механический прицел для стрельбы по наземным целям и зенитный прицел К10-Т для стрельбы по воздушным целям
- Применяемый тип боеприпасов — патроны с бронебойно-зажигательными (Б-32), бронебойно-зажигательно-трассирующими (БЗТ-44) и мгновенного действия зажигательными (МДЗ) пулями
- Способ стрельбы — короткими очередями то 4…6 выстрелов, в точку, с рассеиванием по фронту и с рассеиванием в глубину, с места, с коротких остановок и с ходу
- Вид боепитания — ленточное, подача патронов в приёмник при стрельбе из металлической ленты 6Л19, уложенной в коробку

Технические данные пулемёта
- Калибр, мм — 12,7
- Вес пулемёта, кг — 25
- Вес ствола, кг — 9
- Вес патронной коробки, снаряжённой 150 патронами, кг — 28,7
- Размеры патронной коробки на 150 патронов (Д×Ш×В), см — 48×16×30
- Вес снаряжённой ленты ёмкостью 150 патронов, кг — 23,1
- Длина пулемёта, мм — 1560
- Длина пулемёта с электроспуском, мм — 1610
- Темп стрельбы, выстр. в минуту — 700…800
- Вес патрона, г — 123…137
- Вес пули, г — 44,3…49,5
- Начальная скорость пули, м/сек — 845
- Прицельная дальность, м — 2000
- Наклонная дальность стрельбы по воздушным целям, м — до 1500
- Настильная дальность стрельбы по наземным целям, м — до 2000
- Вертикальный угол наведения пулемёта, град. — от −5° до +75°

Технические данные электроспуска
- Вес электроспуска, кг — 1,8
- Напряжение бортовой сети постоянного тока, В — 24 ±3,4 %
- Потребляемый ток, А, — не более 5
- Время срабатывания, сек, — не более 0,06

## Носители
Ниже представлен список образцов бронетехники (включая опытные образцы и проекты), позволяющей установку НСВТ:
Автомобили повышенной проходимости и бронеавтомобили
- Варта
- Дидгори
- Казак-2
- HMMWV

Боевые машины поддержки пехоты и танков
- Объект 787

Боевые машины пехоты
- Объект 768
- БМП-55

Боевые модули
- БПУ-12,7
- Сармат

Боевые разведывательные машины
- БРДМ-2
- БМО-Т
- БТР-3С
- Машина-С
- МТ-ЛБ
- Сжатие
- ТГМ 3Т

Бронированные машины разминирования
- БМР-2
- БМР-3
- БМР-3М
- ИМР-3М

Бронированные ремонтно-эвакуационные машины
- БРЭМ-1
- БРЭМ-3
- БРЭМ-80У
- БРЭМ-84
- БТР-3БР

Бронетранспортёры
- БТР-60ПБ
- БТР-3
- БТР-Т
- ДТ-3ПБ
- Опал

Реактивные системы залпового огня
- М-77
- XA-180

Самоходные артиллерийские установки и миномёты
- БТР-3М2
- Мста-К
- Мста-С
- Пион
- Фиалка

Танки
- Арджун
- Буйвол
- M-84
- M-95
- Объект 187
- Объект 476
- Объект 478
- Оплот
- Т-55А
- Т-55АГМ
- Т-62
- Т-64
- Т-64БВ
- Т-64Е
- Т-72
- Т-72А
- Т-72Б
- Т-72Б3
- Т-72М4
- Т-72УА
- Т-80
- Т-80А
- Т-80У
- Т-84
- Т-90
- PT-91

Возможны варианты монтажа пулемёта на импровизированных боевых машинах.
|  |  |  |

## Операторы
Следующие государства эксплуатировали НСВТ в разное время: